# Les Murray

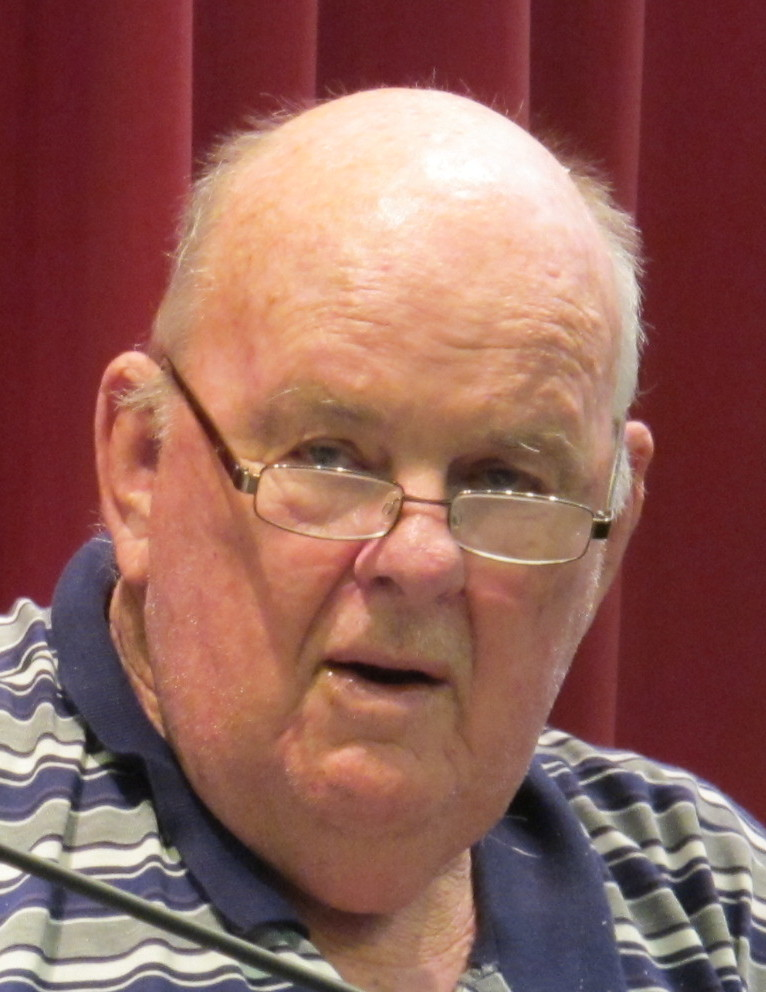
Les Murray in München (2014)

Leslie Allan (Les) Murray AO (Nabiac, New South Wales, 17 oktober 1938 - Taree, New South Wales 29 april 2019) was een Australische dichter, bloemlezer en criticus.
Murray groeide op in Bunyah en volgde de lagere en middelbare school in het nabijgelegen Nabiac. In 1957 ging hij studeren aan de Universiteit van Sydney. Van 1963 tot 1967 werkte hij als vertaler bij de Australian National University. In 1971 staakte hij zijn werkzaamheden als ambtenaar in Canberra om zich volledig aan de poëzie te wijden.
Hij bekeerde zich tot het katholieke geloof, toen hij in 1962 trouwde met zijn medestudent de Hongaarse Valika (Valerie) Morelli. Ze kregen vijf kinderen.
In 1989 werd Murray voor zijn bijdragen aan de Australische literatuur benoemd tot Officier in de Orde van Australië. Hij ontving voor zijn dichtwerk veel prijzen, waaronder in 1996 de T.S. Eliot Prize voor de bundel Subhuman Redneck Poems.

### Gedichtenbundels
- 1965: The Ilex Tree (met Geoffrey Lehmann), Canberra, ANU Press
- 1969: The Weatherboard Cathedral, Sydney, Angus & Robertson
- 1972: Poems Against Economics, Angus & Robertson
- 1974: Lunch and Counter Lunch, Angus & Robertson
- 1976: Selected Poems: The Vernacular Republic, Angus & Robertson
- 1977: Ethnic Radio, Angus & Robertson
- 1982: Equanimities
- 1982: The Vernacular Republic: Poems 1961–1981, Angus & Robertson; Edinburgh, Canongate; New York, Persea Books, 1982 en (uitgebreide en herziene editie) Angus & Robertson, 1988
- 1983: Flowering Eucalypt in Autumn
- 1983: The People's Otherworld, Angus & Robertson
- 1986: Selected Poems, Carcanet Press
- 1987: The Daylight Moon, Angus & Robertson, 1987; Carcanet Press 1988 and Persea Books, 1988
- 1994: Collected Poems, Port Melbourne, William Heinemann Australia
- 1989: The Idyll Wheel
- 1990: Dog Fox Field Sydney: Angus & Robertson, 1990; Carcanet Press, 1991 en New York, Farrar, Straus and Giroux, 1993
- 1991: Collected Poems, Angus & Robertson, 1991; Carcanet Press, 1991; London, Minerva, 1992 en (uitgegeven als The Rabbiter's Bounty, Collected Poems), Farrar, Straus and Giroux, 1991
- 1992: Translations from the Natural World, Paddington: Isabella Press, 1992; Carcanet Press, 1993 en Farrar, Straus and Giroux, 1994
- 1994: Collected Poems, Port Melbourne, William Heinemann Australia
- 1996: Late Summer Fires
- 1996: Selected Poems, Carcanet Press
- 1996: Subhuman Redneck Poems
- 1997: Killing the Black Dog, Black Inc Publishing
- 1999: New Selected Poems, Duffy & Snellgrove
- 1999: Conscious and Verbal, Duffy & Snellgrove
- 2000: An Absolutely Ordinary Rainbow
- 2001: Learning Human: New Selected Poems (Poetry pleiade), Farrar, Straus and Giroux, Carcanet
- 2002: Poems the Size of Photographs, Duffy & Snellgrove en Carcanet Press
- 2002: New Collected Poems, Duffy & Snellgrove;  Carcanet Press, 2003
- 2006: The Biplane Houses, Carcanet Press. Farrar, Straus and Giroux, 2008
- 2010: Taller When Prone, Black Inc Publishing
- 2011: Killing the Black Dog: A Memoir of Depression, Farrar, Straus and Giroux, 86 pp (autobiografisch)
- 2012: The Best 100 Poems of Les Murray, Black Inc Publishing
- 2014: New Selected Poems, Farrar, Straus and Giroux
- 2015: On Bunyah, Black Inc Publishing
- 2015: Waiting for the Past, Carcanet
- 2018: Collected Poems, Black Inc Publishing

### Bloemlezingen
- 1986: Anthology of Australian Religious Poetry (editor), Melbourne, Collins Dove, 1986 (nieuwe editie, 1991)
- 1991: The New Oxford Book of Australian Verse, Melbourne, Oxford University Press, 1986 and Oxford, Oxford University Press, 1991, 1999
- 1994: Fivefathers, Five Australian Poets of the Pre-Academic Era, Carcanet Press
- 2005: Hell and After, Four early English-language poets of Australia, Carcanet
- 2005: Best Australian Poems 2004, Melbourne, Black Inc.
- 2012: The Quadrant Book of Poetry 2001-2010, Sydney, Quadrant Books

### Romans in verzen
- 1979: The Boys Who Stole the Funeral, Angus & Robertson, 1979, 1980 en Manchester, Carcanet, 1989
- 1999: Fredy Neptune, Carcanet and Duffy & Snellgrove

### Proza
- 1978: The Peasant Mandarin, St. Lucia, UQP
- 1984: Persistence in Folly: Selected Prose Writings, Angus & Robertson
- 1984: The Australian Year: The Chronicle of our Seasons and Celebrations, Angus & Robertson
- 1990: Blocks and Tackles, Angus & Robertson
- 1992: The Paperbark Tree: Selected Prose, Carcanet; Minerva, 1993
- 1999: The Quality of Sprawl: Thoughts about Australia, Duffy & Snellgrove
- 2000: A Working Forest, essays, Duffy & Snellgrove
- 2002: The Full Dress, An Encounter with the National Gallery of Australia, National Gallery of Australia

### Nederlandse vertalingen
- 1997: De slabonenpreek. Gedichten, samenstelling, vertaling en nawoord door Maarten Elzinga (Meulenhoff, Amsterdam)
- 2001: Fredy Neptune, vertaling door Peter Bergsma (Meulenhoff, Amsterdam)
- 2013: De planken kathedraal, samenstelling en vertaling Maarten Elzinga (De Harmonie, Amsterdam)

- Bibsys: 90124842
- Biblioteca Nacional de España: XX1473745
- Bibliothèque nationale de France: cb120030841 (data)
- Catàleg d'autoritats de noms i títols de Catalunya: 981058520051606706
- Digitale Bibliotheek voor de Nederlandse Letteren: murr007
- Gemeinsame Normdatei: 119223147
- International Standard Name Identifier: 0000 0001 2118 5321
- Library of Congress Control Number: n50034270
- Nationale Bibliotheek van Letland: 000015761
- Nationale Bibliotheek van Tsjechië: jx20070126004
- Nationale bibliotheek van Australië: 36116007
- Nationale Bibliotheek van Israël: 987007430177905171
- Nationale Bibliotheek van Polen: a0000002862808
- Nederlandse Thesaurus van Auteursnamen: 069840423
- Istituto Centrale per il Catalogo Unico: UFIV116385
- LIBRIS: 78535
- SNAC: w65505jb
- Système universitaire de documentation: 028136357
- Trove: 615253
- Virtual International Authority File: 4940524
- WorldCat: E39PBJpYqXt4hxRhRwPpxdfXh3